# Mercado Puerta de Toledo, 18:35 horas
Mercado Puerta de Toledo, 18:35 horas es el título del cuarto episodio de la primera temporada de la serie española Cuenta atrás. Fue estrenado en la cadena  Cuatro el 22 de mayo de 2007. El episodio registró una audiencia de 2.060.000 espectadores con un share del 13,7%.

## Sinopsis
En la azotea de un centro comercial, un hombre armado con una pistola rocía a una joven esposada junto a una tubería con gasolina de un bidón. Acto seguido, enciende un mechero mientras ella le suplica que no le prenda fuego.

### 4 días antes
La Unidad 7 investiga un asesinato en el que la víctima, esposada, fue quemada viva en su propio coche. El hallazgo de semen en la escena del crimen y la consecuente similitud con un caso parecido que tuvo lugar la semana pasada pone de manifiesto que el autor es un asesino en serie. Cuando Corso (Dani Martín) hace fotos a la gente que está presenciando la investigación policial uno de los presentes se da a la fuga, siendo detenido en el acto. Al día siguiente, el sospechoso, un mendigo con aparentes problemas psicológicos es interrogado por los dos asesinatos, pero asegura que no tuvo nada que ver antes de serle tomada una muestra de ADN para compararla con el semen encontrado.
El siguiente paso del equipo de Corso es interrogar a los dos testigos del primer asesinato. La primera de ellos, Ruth (Marina Salas) no es capaz de reconocer al mendigo como el hombre que asegura haber visto huir de la escena del crimen; antes de que el sospechoso salga de la sala de reconocimiento este sufre un brote psicótico que para algunos es señal de su culpabilidad. Poco después de que la prueba de ADN le descarte reciben el aviso de un nuevo asesinato con las características de los anteriores, con la salvedad de que en esta ocasión la víctima ha sido quemada en el jardín de su casa.
En su declaración, la viuda de la nueva víctima niega que su marido y ella tuvieran enemigos que quisieran hacerles algún mal, así como tampoco reconoce a los otras dos asesinados; asegura además que se encontró con la situación tras salir de casa durante un buen rato. Examinando las cercanías de la escena del crimen, Mario (Álex González) y Leo (Bárbara Lennie) encuentran pruebas de que el asesino estuvo vigilando la casa y esperando a que su objetivo se quedara solo. Después de discutir el equipo sobre el móvil del autor de los crímenes, Corso convence a Requena (Mariano Llorente) de dar una rueda de prensa con la intención de provocarle y conseguir que de un paso en falso.
Tras escuchar un consejo de Vázquez (Manuel Tejada), Corso pasa toda la noche buscando una conexión entre las víctimas. Un testigo se presenta en la comisaría a la mañana siguiente, afirmando que cree saber quién es el llamado por la prensa "Asesino de las esposas". Relata a la policía cómo, hace diez años, las tres víctimas y él se encontraron con un coche volcado cerca de una carretera, de donde un quinto sujeto sacaba varios fajos de billetes. El hombre compró el silencio de los cuatro repartiendo con ellos lo que él explicaba que era el botín de un atraco cometido por los ocupantes del vehículo siniestrado. Una vez repartido el dinero, los cinco conductores abandonaron el lugar mientras el coche volcado ardía en llamas, descubriéndose que una ocupante aún estaba viva. El testigo, que asegura no haber visto a las víctimas salvo en un hotel cercano a la carretera, sospecha del saqueador como el autor de los asesinatos, ya que entonces le vio apuntar las matrículas de los coches de los otros cuatro.
Mientras Leo identifica a los ocupantes del coche incendiado diez años atrás como el matrimonio Garfia, buscado por el robo de tres bancos, Mario hace un retrato robot del saqueador con la descripción de Alejandro, el testigo del accidente y lo enseñan a Ruth para intentar reconocerlo. Rocío (Teresa Hurtado de Ory) y Molina (José Ángel Egido) vuelven a hablar con la viuda de la tercera víctima, quien aparte de reconocer lo que su marido hizo entonces afirma haber visto al sospechoso de los asesinatos el día anterior a la muerte de su esposo. La Unidad 7 hace venir al oficial Soler (Jesús Castejón), que siguió el rastro de los Garfia hasta el accidente y le confía la relación de este incidente con los asesinatos para preguntarle sobre detalles que él pueda aportar, sin mucho éxito.
Corso y Leo viajan al hotel Mirasierra, donde se hospedaron las víctimas antes del accidente; al ver allí que las fichas de éstas y la de Alejandro están juntas, concluyen que alguien pasó por allí preguntando lo mismo que ellos. En el lugar del accidente ambos deducen que los Garfia huían de la policía antes de salirse de la carretera. De vuelta a la comisaría, las sospechas recaen en Soler después de ver su turbio expediente y de envejecer el retrato robot hasta lograr un parecido exacto al del oficial. Al registrar la vivienda de este descubren cómo había reunido todo tipo de información sobre las víctimas y Alejandro, incluyendo la dirección provisional en la que este último pretendía esconderse del asesino. Al trasladarse allí para avisarle descubren que la casa ha estado ardiendo con su propietario dentro.
Cuando ya se ha cursado la orden de búsqueda contra Soler, la investigación da un giro al llegar los resultados del ADN, mostrando una coincidencia entre las muestras de semen y la recogida de Israel, el joven conserje del hotel Mirasierra. Este niega los asesinatos, aunque reconoce haber buscado las fichas de las cuatro víctimas para una chica con la que estuvo saliendo una semana. Cuando el equipo de Corso llega a la dirección donde Israel asegura que vive ella consiguen identificarla como Ruth, la testigo del primer asesinato. El puzle del caso parece encajar sus últimas piezas al descubrirse que la joven es la hija de los Garfia, en busca de venganza por la muerte de sus padres y que guardó el semen de Israel de los condones que utilizaron en sus relaciones sexuales para desviar la atención de la policía. El equipo se pone en marcha al saber que Soler ha ido al encuentro de Ruth en el centro comercial donde ella trabaja.
En la azotea del centro, Soler se enfrenta a Ruth, a quien reduce antes de esposar junto a una tubería. Mientras Corso y sus compañeros buscan a la joven, el oficial corrupto obliga a ella a leer una nota de suicidio antes de disponerse a rociarla con gasolina.

### Fin de la cuenta atrás
Corso llega a la azotea y apunta con su arma a Soler antes de que este pueda prenderle fuego a Ruth. Ésta, rememorando en su mente cómo salvó la vida milagrosamente al salir disparada del coche en el que viajaba con sus padres al salirse de la carretera, siendo testigo del saqueo de Soler y las cuatro víctimas de los asesinatos, distrae al oficial, logrando que Corso le desarme. Ambos forcejean mientras ruedan por el suelo; al ver cómo Soler se mancha la ropa con la gasolina del bidón, Ruth alcanza el mechero y lo enciende, arrojándolo acto seguido al corrupto, quien queda envuelto en llamas y salta del edificio, encontrando la muerte. Una vez completada su venganza, la joven se entrega al inspector de policía.